# Francica
Francica – miejscowość i gmina we Włoszech, w regionie Kalabria, w prowincji Vibo Valentia.
Według danych na rok 2004 gminę zamieszkuje 1660 osób, 75,5 os./km².